# 乔治·赛代斯
乔治·赛代斯（法語：[ʒɔʁʒ sedɛs]，1886年8月10日—1969年10月2日），是法国东方学家。过去被误译为乔治·戈岱司或乔治·柯代司。
乔治·赛代斯早年就读于高等研究應用學院，获文学学士学位。1911年到达河内法国远东学院学习，1914年取得法学博士学位。历任任曼谷暹罗国家图书馆馆长（1918年）、暹罗王家学院秘书长（1927年）、河内法国远东学院院长等职。1946年回法国任巴黎埃努里博物馆馆长，并被选为碑铭和文学科学院及海外科学院院士、英国国家学术院通讯院士。1955年再度到泰国从事考古研究。
赛代斯在东南亚地区度过了三十余年，专门从事东南亚历史研究，享有很高的学术声誉，在碑铭学方面造诣尤高。他主持了许多重要的考古挖掘，释读和翻译了大量当地的碑铭和编年史，著述甚丰。他的重要著作有：《东南亚的印度化国家》（该书原名直译为《印度支那和印度尼西亚的印度化国家》）、《暹罗碑铭集》、《柬埔寨碑铭集》、《为了更好地了解吴哥》、《柬埔寨研究》、《曼谷国家博物馆考古文集》、《老挝西部文献集》、《印度支那半岛诸民族》等。